# 中央军委机关事务管理总局招待局
中央军委机关事务管理总局招待局，位于北京市，是中央军事委员会机关事务管理总局下属局，负责中央军委机关的招待工作。

## 沿革
2016年改革前，中国人民解放军总参谋部管理保障部下设有中国人民解放军总参谋部管理保障部招待局，该局下辖：京东宾馆（总参一所）、京南宾馆（总参三所）、京津宾馆（总参天津招待所）、东都宾馆（总参泰安招待所）、翡翠宾馆（总参黄山招待所）等宾馆。
在深化国防和军队改革中，2016年1月组建中央军委机关事务管理总局。中央军委机关事务管理总局新设中央军委机关事务管理总局招待局。
2016年，其下属的中央军委机关事务管理总局招待局第一招待所、第三招待所、馨怡宾馆等单位获评为中央和北京市的北京地区（城六区）2016-2018年度会议定点单位。

## 机构设置
- 京丰宾馆
- 第一招待所（京东宾馆）[3]
- 第三招待所（京南宾馆）[1]
- 太平路招待所（馨怡宾馆）[2]
- 泰安接待站[5]
- 西直门宾馆[6]

……

## 历任局长
| 中央军委机关事务管理总局招待局局长 | 中央军委机关事务管理总局招待局副局长 - 柳锁庚（2016年—） |